# Terminalia ankaranensis
Terminalia ankaranensis är en tvåhjärtbladig växtart som beskrevs av René Paul Raymond Capuron. Terminalia ankaranensis ingår i släktet Terminalia och familjen Combretaceae. Inga underarter finns listade i Catalogue of Life.